# Ulvsundstormen 1921
Ulvsundstormen  var en orkanagtig nordenstorm 23.-24. oktober 1921. Stormen er kendt som Ulvsundstormen, fordi fragt- og passagerdampskibet S.S. Ulvsund forliste ved Sjællands Odde i Kattegat under en sejlads mellem København og Nakskov og alle ombordværende, både mandskab og passagerer, druknede. Dette førte til kritik af Meteorologisk Institut, da flere mente at ulykken kunne være blevet undgået med ordentlige analysemetoder og mere effektiv kommunikation.
Ulykken vakte en del opmærksomhed i pressen og og flere  storme samme år fik Meteorologisk Institut til at overveje nye arbejdsmetoder og mere moderne arbejdsmetoder. 